# كايو ماتياس
كايو ماتياس (بالبرتغالية: Caio Matias‏) هو لاعب كرة قدم برازيلي في مركز الوسط، ولد في 14 مايو 1994 في Ouricuri ‏ في البرازيل. لعب مع Clube Atlético do Porto ‏.